# Geoffrey de Charnay
Goffredo de Charney, a volte indicato con il nome di Geoffrey e il cognome de Charnay o de Charny (1251 circa – Parigi, 18 marzo 1314), è stato un cavaliere medievale normanno, precettore di Normandia per i Cavalieri templari.

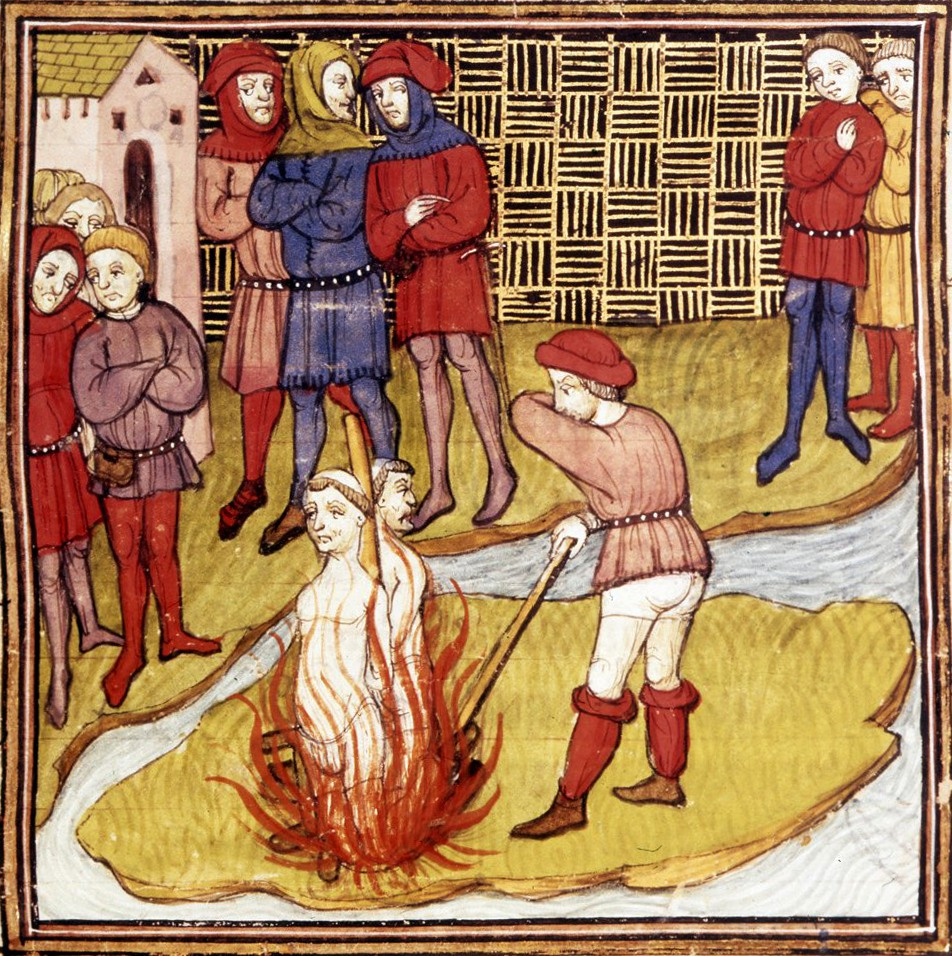
Morte dei Templari Geoffrey de Charnay e Jacques de Molay. Miniatura conservata alla British Library

Proveniente da una famiglia nobile, nel 1283 divenne precettore di Fresnes, nel 1294 di Villemoisson, nel 1295 di Fretay e nel 1307 della Normandia. 
Charney venne accolto nell'Ordine dei Cavalieri Templari in giovane età dal fratello Amaury de la Roche, precettore di Francia. Presente alla cerimonia era il fratello di Jean le Franceys.
Condannato per eresia, il 18 marzo 1314 venne bruciato sul rogo insieme a Jacques de Molay nell'Île de la Cité. Una piccola lapide presso il Pont Neuf ricorda ancora oggi l'evento.